# Steve Maaranen
Stephen Allen "Steve" Maaranen (14 de abril de 1947) é um ex-ciclista olímpico estadunidense. Representou sua nação na prova de perseguição por equipes (4.000) nos Jogos Olímpicos de Verão de 1968.